# Ascotricha erinacea
Ascotricha erinacea är en svampart som beskrevs av Zambett. 1955. Ascotricha erinacea ingår i släktet Ascotricha och familjen kolkärnsvampar.   Inga underarter finns listade i Catalogue of Life.